# Ludwig von Wohlgemuth

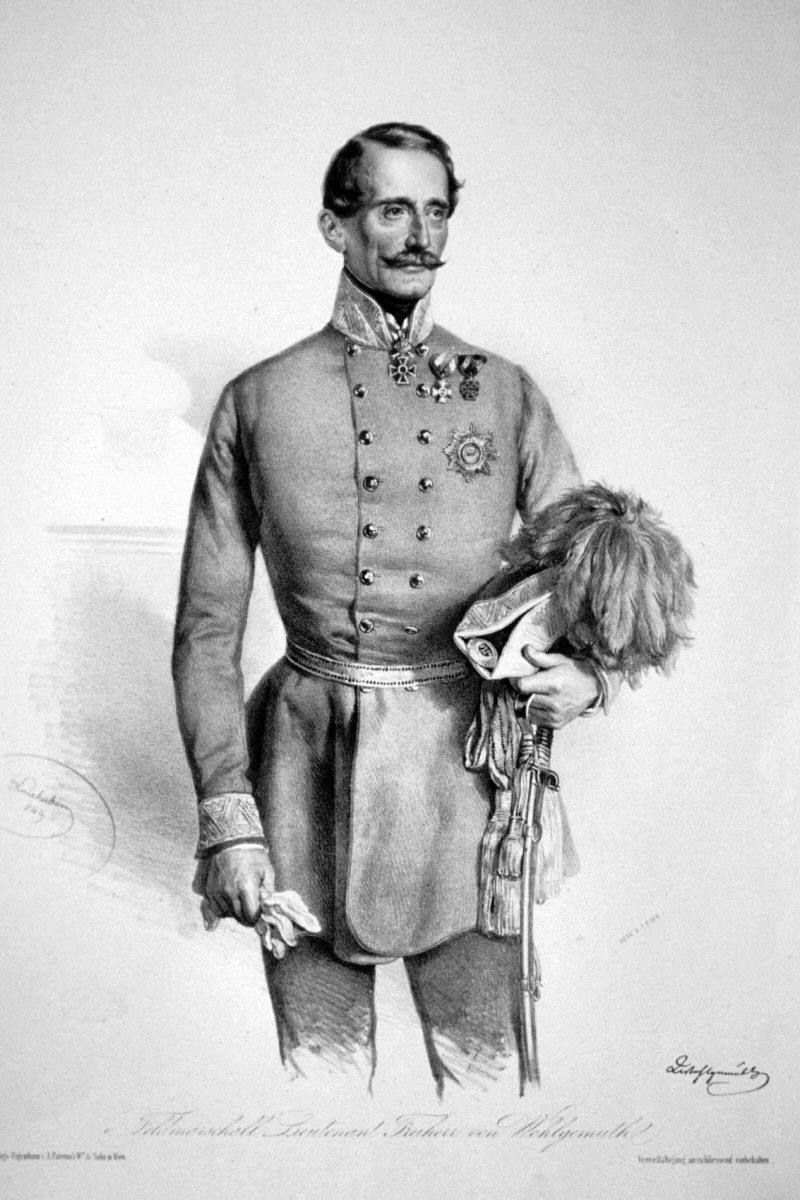
Ludwig von Wohlgemuth

Ludwig von Wohlgemuth (Wenen, 25 mei 1788 - Boedapest, 18 april 1851) was een Oostenrijks generaal en commandeur in de Orde van Maria Theresia.
In 1844 werd hij aangesteld tot generaal-majoor en brigadier van het I. legerkorps in Milaan en in 1846 ontving hij de titel van baron. Tijdens het revolutiejaar 1848 onderscheidde Wohlgemuth zichzelf tijdens de zogenaamde Vijfdaagse van Milaan en dekte hij met de achterhoede de aftocht van Josef Radetzky af. Van 1849 tot 1851 was hij militair gouverneur van Zevenburgen. In die hoedanigheid ondersteunde hij de Oostenrijkse centralisatiepolitiek en was hij actief betrokken bij het vergeldingsbeleid van majoor Julius von Haynau. Hij stierf plotseling in 1851 in Boedapest, op weg naar Wenen.